# Avis-ház
Portugália államformája 1139-től 1910-ig királyság volt. Az első dinasztiából, a Burgundiai-házból 1385-ig kerültek ki az uralkodók. 1385-től 1580-ig a Burgundiai-ház oldalágából, az Avis-házból (Dinastia de Avis, Casa de Avis) származtak a portugál királyok; az ő uralmuk Portugália középkori történetének legsikeresebb korszakát jelentette. A dinasztia alapítója, I. (Nagy, Jó) János (*1357 - †1433) király, az Avis Lovagrend Nagymestere,  I. Igazságosztó Péter (*1320 - †1367) király és Teresa Lourenço (*? - †?) házasságon kívüli kapcsolatából született. (Az 1580-tól 1640-ig tartó spanyol uralom után a független Portugália királyai és királynői a Bragança-házból kerültek ki, amely dinasztia az Avis-ház (más írásmóddal Aviz-ház) oldalága.)

## A családfa
∞ férj, feleség,
○ – törvénytelen utód
¹²³ – hanyadik férj, feleség vagy hanyadiktól származik
♥♠♣ – házaspárok jelölése
- I. Jó János (~1357–1433) király (1385–1433) ∞ Lancasteri Filippa (~1359–1415)
  - ○ I. Alfonz (~1377–1461), Bragança első hercege, a Bragança-ház alapítója; ∞¹ Beatriz Pereira de Alvim (~1380–1415?/1420?), ∞² Constança de Noronha (~1395–1480)
  - ○ Beatrix (~1386?–1447) ∞ Thomas Fitzalan (~1381–1415), Arundel grófja
  - Alfonz (~1390–1400)
  - I. Ékesszóló Eduárd (~1391–1438) király (1433–1438) ∞ Aragóniai Eleonóra (~1402–1449)
    - ○ János Mánuel (~1420–1476) püspök,
    - János (~1429–1433),
    - Filippa (~1430–1439),
    - V. Afrikai Alfonz (~1432–1481) király (1438 – 1481) ∞¹ Coimbrai Izabella (~1432–1455) ♣ ∞² Johanna "La Beltraneja" (~1462–1530)[1] ∞³ Mária Soares da Cunha (~?–?)[2]
      - ¹Boldog Johanna (~1452–1490),
      - ¹II. Tökéletes János (~1455–1495) király (1481 – 1495) ∞ Viseui Eleonóra (~1458–1525) ♠
        - Alfonz (~1475–1491) infáns; h: Aragóniai Izabella (~1470–1498)
        - ○¹György (Jorge de Lencastre) (~1481–1550), Coimbra 2. hercege ∞ Beatrix de Mello (Beatrix de Vilhena) (~?–1535)
        - ○²Beatrix (~1485?–?); h: Amador Barracho Correia (1480 körül? - ?),

    - Ferdinánd (~1433–1470), Viseu 2., Beja 1. hercege ∞ Beatrix (~1430–1506) ♥
      - János (~1448–1472), Viseu 3., Beja 2. hercege
      - Jakab (Diogo) (~1450?/1460?/–1484), Viseu 4., Beja 3. hercege ∞ Eleonóra de Sotomayor (~1450?/1455?–1522),   
        - ○ Alfonz (~1480–1504), 8º Condestável de Portugal; h: Joana de Noronha (~1470 körül?–?),

      - Eleonóra (~1458–1525) királyné ∞ II. Tökéletes János (~1455–1495) király ♠
      - Izabella (~1459–1521) ∞ II. Ferdinánd (~1430–1483), Bragança 3. hercege
      - I. Szerencsés Mánuel (~1469–1521), király (1495–1521) ∞¹ Aragóniai Izabella (~1470–1498) ∞² Aragóniai Mária (~1482–1517) ∞³ Habsburg Eleonóra (~1498–1558)
        - ¹Mihály (~1498–1500) infáns
        - ²III. Kegyes János (~1502–1557) király (1521–1557] ∞ Habsburg Katalin (~1507–1578) ∞ Izabella Moniz (~?–?),
          - ○ Mánuel (~1521–1543), Eduárd néven Braga érseke,
          - Mária Manuéla (~1527–1545) infánsnő; h: II. Okos Fülöp (~1527–1598), spanyol király, (Habsburg-ház),
          - János Mánuel (~1537–1554), infáns ∞ Habsburg Johanna (~1536–1573)[3]
            - I. Óhajtott Sebestyén (~1554–1578) király (1557–1578)

        - ²Izabella (~1503–1539) ∞ I. Habsburg Károly (~1500–1558), spanyol király
        - ²Beatrix (~1504–1538) ∞ III. Károly (~1486–1553), Savoya hercege
        - ²Lajos (~1506–1555), Beja 5. hercege ∞ Violante Gomes (~?–?), 
          - ○ Antal (António, Prior do Crato) (~1531–1595) király (1580)

        - ²Ferdinánd (~1507–1534), Guarda 1. hercege ∞Guiomar Coutinho (~1510–1534?)
        - ²Alfonz (~1509 – †1540), kardinális, Lisszabon érseke
        - ²I. Kardinális Henrik (~1512–1580), (kardinális, Braga, Lisszabon, Évora érseke), király (1578 - 1580)
        - ²Eduárd (~1515–1540), Guimarães 4. hercege ∞ Bragança Izabella (~1514–1576), 
          - Mária (~1538–1577)∞Farnese Sándor (~1545–1592), Párma hercege
          - Katalin (~1540–1614)∞I. János (~1543–1583), Bragança 6. hercege
          - Eduárd (~1541–1576), Guimarães 5. hercege

        - ²Mária (~1521–1577), Viseu hatodik hercegnője.

    - Eleonóra (~1434–1467) császárné ∞III. Frigyes német-római császár (~1415–1493)
    - Johanna (~1439–1475) ∞ IV. Nemzésképtelen Henrik (~1425–1474), Kasztília és León királya, (Trastámara-ház).[4]

  - Péter (~1392–1449), Coimbra első hercege ∞ Urgelli Izabella (~1409–1443)
    - Péter (~1429–1466) infáns, aragóniai trónkövetelő
    - János (~1431–1457) infáns, Antiochia címzetes hercege ∞ I. Sarolta (~1442–1487)
    - Izabella (~1432–1455) királyné ∞ V. Afrikai Alfonz (~1432–1481) király ♣
    - Jakab (~1433–1459), Lisszabon érseke,
    - Beatrix (~1435–1462) ∞ Klevei Adolf (~1425–1492), Ravenstein ura
    - Filippa (~1437–1493)

  - Tengerész Henrik (~1394–1460), Viseu első hercege
  - Izabella (~1397–1471) ∞ III. Fülöp (~1396–1467), Burgundia hercege
  - Branca (~1398–1398)
  - János (~1400–1442) infáns ∞ Bragança Izabella (~1402–1465), 
    - Jakab (Diogo) (~1425–1443) infáns
    - Izabella (~1428–1496) királyné ∞ II. János (~1405–1454), Kasztília és León királya
    - Beatrix (~1430–1506) ∞ Ferdinánd (~1433–1470), Viseu 2., Beja 1. hercege ♥
    - Filippa (~1432?–1450?).

  - Boldog Ferdinánd (~1402–1437)

## Külső hivatkozások
- https://web.archive.org/web/20170630081916/http://roglo.eu/roglo?lang=pt
- https://web.archive.org/web/20120509022742/http://www.geneall.net/P/
- https://web.archive.org/web/20130922174527/http://purl.pt/776/1/
- http://www.arqnet.pt/Archiválva+2012.+február+4-i+dátummal+a+Wayback+Machine-ben
- http://www.homar.org/genealog/
- http://www.manfred-hiebl.de/genealogie-mittelalter/
- http://www.friesian.com/perifran.htm#spain
- https://web.archive.org/web/20080207124541/http://fmg.ac/Projects/MedLands/Contents.htm